# Angel Oak
L'Angel Oak (aussi appelé en français Chêne Ange,) est un chêne de Virginie (Quercus virginiana) situé dans le parc Angel Oak, sur l'île de Johns près de Charleston en Caroline du Sud aux États-Unis. L'âge de ce chêne est estimé entre 400 et 500 ans; il mesure 20 mètres de haut. Avec ses 8,5 mètres de circonférence, il génère une zone d'ombre de 1 600 m2. Sa plus longue branche mesure 57 mètres. L'Angel Oak est le 210e arbre à être enregistré par la Live Oak Society,.
L'arbre se trouve sur une partie des terres ayant appartenu à Abraham Waight en 1717.

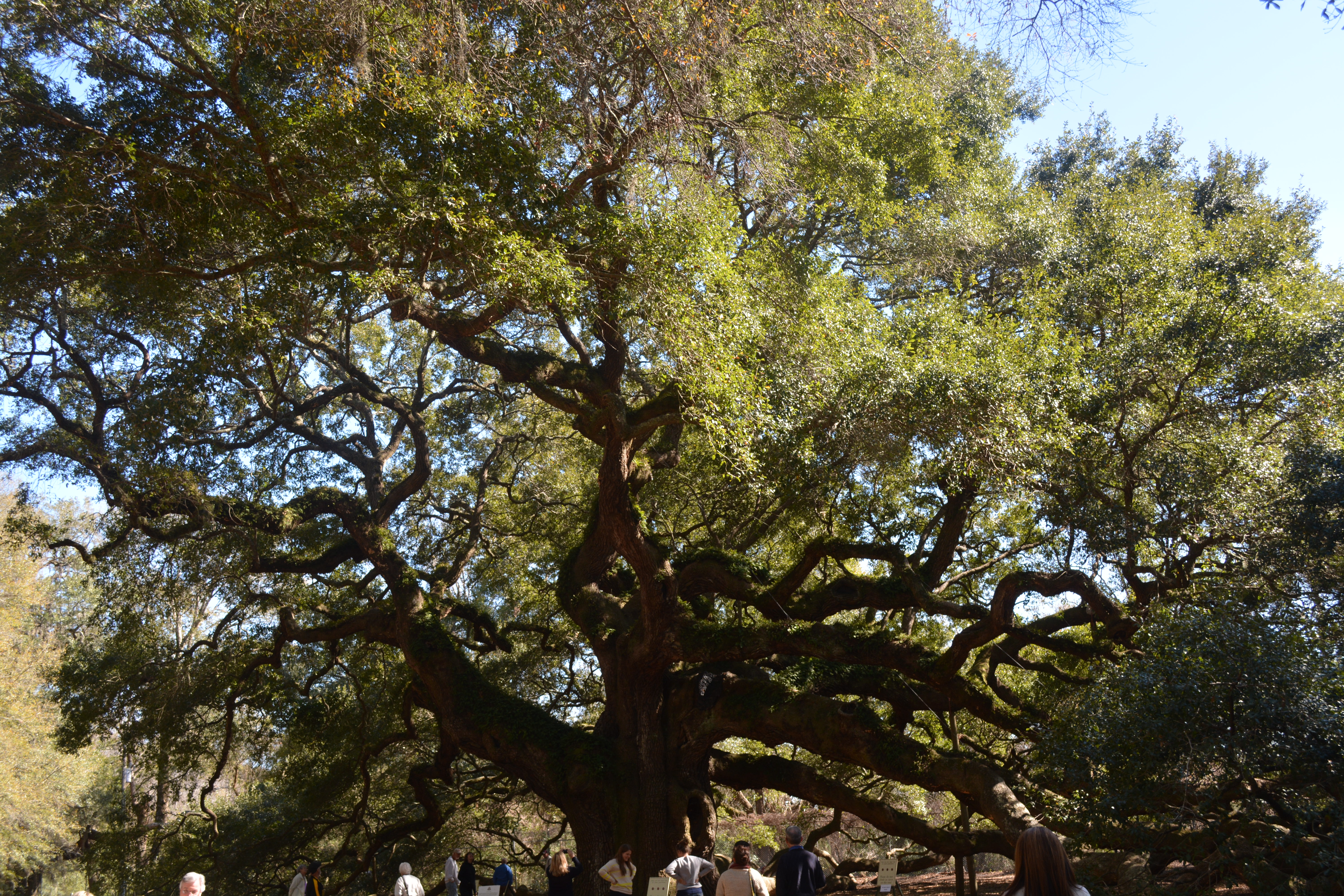
Angel Oak est une attraction touristique pour ceux qui visitent Charleston en Caroline du Sud.

Le nom de cet arbre ne fait pas référence aux anges, créatures célestes, mais à Justus Angel (un afro-américain propriétaire d'esclaves) et à sa femme, Martha Waight Tucker Angel. Le folklore local raconte que les âmes des anciens esclaves apparaissent sous la forme d'anges autour de cet arbre,.
Bien que la croyance populaire veut que cet arbre soit le plus vieux à l'est du Mississippi, de nombreux cyprès chauve dépassent de plusieurs centaines d'années l'âge de l'Angel Oak.

## Histoire

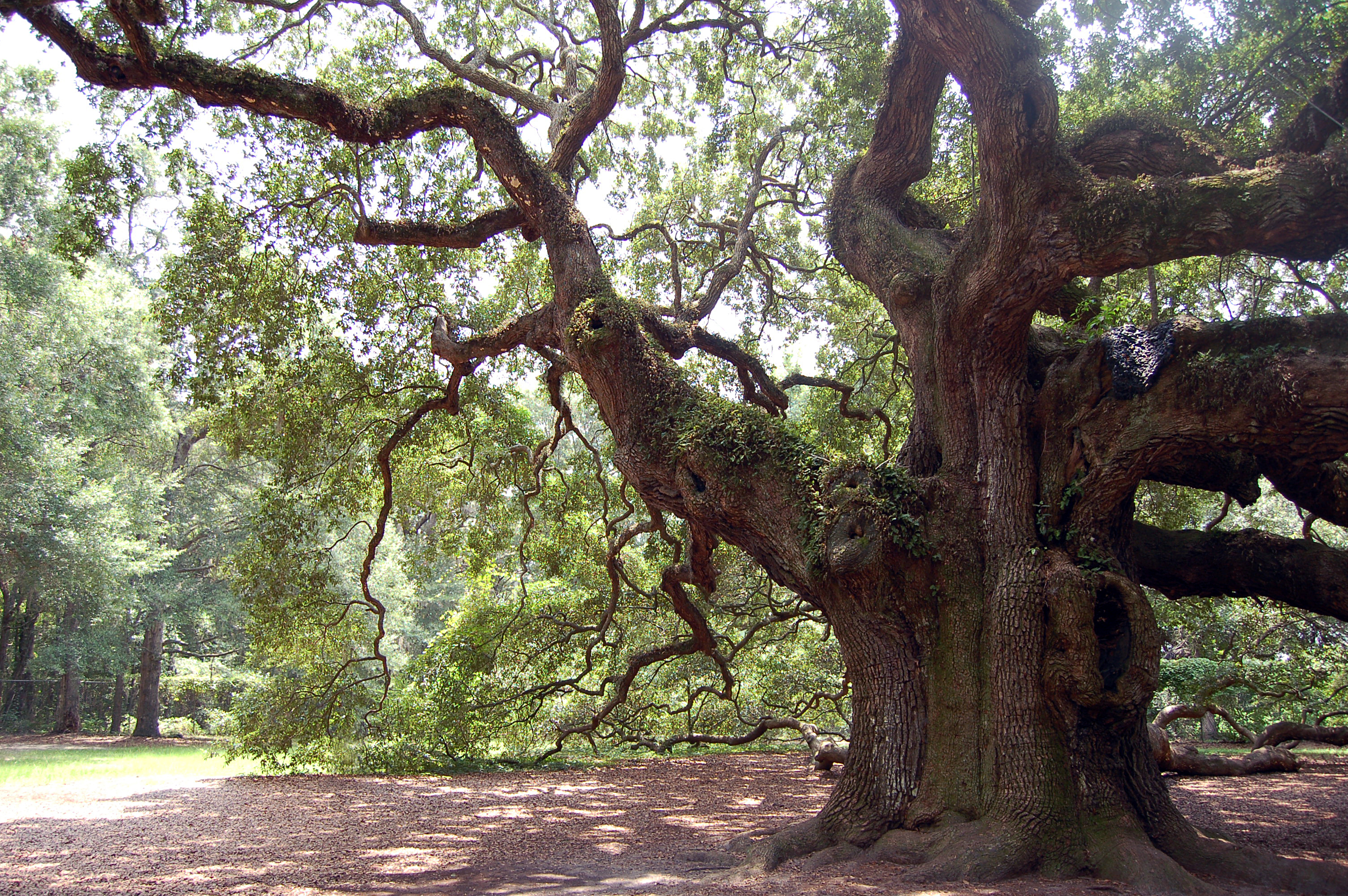
Angel Oak en juillet 2008

L'Angel Oak a subi de sévères dommages lors de l'ouragan Hugo en 1989 mais semble s'être rétabli depuis. En 1991 à la suite de cet événement, la ville de Charleston avait alors repris la propriété de l'arbre et plus globalement du parc.
Depuis peu, le site doit faire face à la croissance urbaine qui empiète sur le parc. En 2012, un projet de construction de 500 appartements a vu le jour. En réponse, un groupe nommé Save the Angel Oak and the Coastal Conservation League a vu le jour.